# Codentify
Codentify es el nombre de un sistema de serialización desarrollado y patentado por Philip Morris Internacional (PMI) para la verificación de la autenticidad de sus productos de tabaco y para garantizar su control durante la cadena de suministro. En el proceso de producción, cada paquete de cigarrillo es marcado con un código único (también llamado Codentify) el cual permite la autenticar el código ante un servidor central.
En noviembre del 2010, Philip Morris Internacional autorizó el uso de su sistema a sus tres grandes empresas competidoras, British American Tabacco (BAT), Imperial Tobacco Group (ITG) y Japan Tabacco International (JTI). Juntas, las cuatro empresas crearon la Asociación de Codificación Digital y Rastreo (DCTA por sus siglas en inglés), la cual tiene como objetivo promover el sistema Codentify para reemplazar los sellos fiscales gubernamentales.

## Historia
En julio del 2004, Philip Morris Internacional y la Unión Europea llegaron a un acuerdo luego de una disputa legal de 12 años de duración sobre los cargos por el contrabando de cigarrillos. PMI aceptó pagar 1250 millones de dólares al presupuesto de la Unión Europea y a sus Estados miembros. Además, PMI se vio obligado a marcar sus productos con códigos de serie rastreables. Posteriormente, se firmaron acuerdos con las otras tres grandes empresas tabacaleras.
La nueva empresa de PMI, Philip Morris Products S.A. creó y patentó el sistema Codentify en 2005.
En el 2010, PMI le autorizó el uso sin cargo del sistema Codentify a sus mayores competidores, BAT, JTI y ITG. Las cuatro compañías, las cuales reúnen el 71% de la venta global de cigarrillos (con excepción de China), aceptaron utilizar el sistema desarrollado por PMI en la totalidad de sus productos para garantizar “un estándar único de la industria, basado en el sistema Codentify”. El Convenio Marco de la OMS para el Control del Tabaco (WHO FCTC por sus siglas en inglés) manifestó inmediatamente su preocupación declarando que “Codentify no debería ser nunca utilizado con fines de seguimiento y rastreo, ya que medidas de seguimiento y rastreo de provisiones deberían ser impuestas bajo el control y administración de los gobiernos”.
En el 2011, las cuatro empresas formaron la Asociación de Codificación Digital y Rastreo (DCTA por sus siglas en inglés) para promover estándares internacionales y tecnologías digitales con el objetivo de ayudar a los gobiernos a combatir el contrabando, la evasión de impuestos y la falsificación. La asociación inaugurada oficialmente en el 2013.
Según DCTA, cerca del 12% del comercio global de cigarrillos es ilícito, causándole al gobierno una pérdida en ingresos fiscales de más de 40 000 millones de dólares al año (y algunos dicen que esto es una grave subestimación). Si bien el acuerdo entre la UE y las cuatro compañías tabacaleras tienen como objetivo detener el comercio ilícito de cigarrillos, los académicos expertos en el tema, consideran dichos acuerdos como un elemento disuasorio totalmente inadecuado. La UE no ha vuelto a renovar los acuerdos luego de que los miembros del Parlamento Europeo manifestaron que es “ineficaz e inadecuado que los gobiernos y las compañías tabacaleras tuvieran tal acuerdo”.

## Inexto
En junio del 2016, el DCTA anunció la transferencia de Codentify a Inexto, un afiliado del French Group Impala. Este hecho fue criticado por FCTC, el principal organismo de vigilancia de la industria y por académicos como Anna Gilmore, la directora del grupo de investigación sobre el control del tabaco de la Universidad de Bath. Según Gilmore “Inexto no puede ser considerado como un organismo independiente de la industria tabacalera”. Martyn Day, miembro del Partido Nacional Escocés del Parlamento afirma que tras la venta de Codentify, los compradores se convirtieron en dueños de una empresa fantasma ya que el sistema continúa estando bajo el control de las firmas tabacaleras. Otros académicos como Luk Joossens, el abogado de la Asociación de Ligas Europeas contra el Cáncer, dijo que la venta fue “predecible” y que desde ahora las empresas tabacaleras pretenderán que Condentify ya no pertenece a la industria del tabaco. Por su lado, PMI asegura que “Inexto es completamente independiente de la industria del tabaco”.
En un comunicado realizado por abogado argentino Alejandro Sánchez Kalbermatten para la Comisión de Seguridad e Intercambio (SEC por sus siglas en inglés) se explica a través de un diagrama la relación entre PMI, Inexto e Impala.

## Tecnología
El sistema Codentify está basado en códigos alfanuméricos de 12 dígitos, únicos, fácilmente legibles y creados por una máquina. Estos códigos son impresos directamente en cada uno de los productos durante el proceso de manufactura. El productor de claves de cifrado se almacena en un servidor, el cual permite la producción de un número predefinido de códigos Codentify.
El sistema crea códigos aleatorios ofreciendo 3412 combinaciones posibles. Dentro de cada código pueden cifrarse una gran cantidad de datos tales como fecha y hora de manufactura, máquina de fabricación, tipo y tamaño del paquete, marca, precio y mercado de destino.
Este sistema cuenta con limitaciones ya que solo permite la verificación del código mismo y no del producto en el cual se encuentra impreso el código y además es propenso a ser copiado. Un reporte realizado por la Comisión Europea acerca del rastreo y seguimiento detalla en la sección 5.1.2 que además de que el código de Codentify puede ser fácilmente duplicado, presenta dificultades a la hora de vincular los paquetes de cigarrillos a los casos maestros.

## Crítica
Codentify ha sido objeto de duras críticas. Se considera como la industria tabacalera que promueve un sistema que tiene como objetivo socavar los esfuerzos de salud pública y no es capaz de frenar el comercio ilícito de cigarrillos. Estas críticas provienen de académicos, grupos pro salud, como también de agencias gubernamentales, incluyendo el WHO.
El protocolo de WHO FCTC en la eliminación del comercio ilícito de productos de tabacos, establece en el artículo 8, sección 12 que el seguimiento de los productos y su regulación “no debería ser realizado ni delegado a la industria del tabaco”.
Críticas dentro de la industria tabacalera dicen que Condentify no es suficientemente bueno “porque se centra demasiado en la producción y no almacena los códigos de producto ni los rastrea”.
Fuertes críticas han sido realizadas contra el sistema que utiliza el sistema para proporcionar códigos de verificación. Dado que estos códigos secretos se almacenan en servidores de la empresa y del gobierno, el abuso de privilegios a este nivel permitiría a delincuentes generar códigos adicionales, que parecerían ser genuinos para el sistema.
Según los críticos, la naturaleza descentralizada del sistema favorece a diferentes posibles formas de falsificación, como el "reciclado de código", utilizando códigos de productos rechazados en el control de calidad, la "clonación de código", haciendo la impresión de un mismo código en múltiples productos y el "código de migración", el cual consiste en la reimpresión de códigos utilizados en otros países, lo que permite la reutilización de códigos genuinos múltiples veces.
Además, Action on Smoking and Health (ASH) describió el sistema como una caja negra creada por la industria tabacalera que utiliza equipos que son vulnerables al reciclaje de código.
Philip Morris ha sido acusado a través de su filial sudamericana Massalin Particulares, de soborno y extorsión con el objetivo de implementar Codentify e Inexto en Argentina.
"Los directores, gerentes y representantes legales de PMI y su filial argentina Massalin Particulares S.R.L. (MP) están siendo investigados en el marco de un caso penal en un tribunal federal...", escribió en 2017 el abogado Alejandro Sánchez Kalbermatten en una carta dirigida a la Comisión de Seguridad e Intercambio en los Estados Unidos.